# 丸美屋
株式会社丸美屋（まるみや）は、マルキン食品と並ぶ熊本県の納豆メーカー。

## 概要
お城納豆が主力商品。お城納豆マミは「全国納豆組合 最優良賞 厚生省生活衛生局長賞」受賞。
丸美屋食品工業とは人的・資本的関係は無い。しかし、初代社長が東京丸美屋のふりかけの営業権を譲受した創業経緯がある。また、後述の様に履歴沿革的には同社との関連がある企業でもある。

## 沿革
- 1956年（昭和31年） - 株式会社丸美屋食料品研究所[注釈 1]熊本工場を創立[1]。
- 1964年（昭和39年） - 鳥栖営業所を佐賀県鳥栖市に開設。
- 1972年（昭和47年） - 豆腐工場を鹿本郡植木町（現・熊本市北区植木町）に開設。
- 1977年（昭和52年） - 社名を「株式会社丸美屋」に変更。
- 1978年（昭和53年） - 本社を熊本市御領町に移転。
- 1988年（昭和63年） - 納豆工場を玉名郡南関町に開設。
- 1989年（平成元年） - 南関納豆工場内に物流センター開設。
- 1992年（平成4年） - 鳥栖営業所を福岡県三井郡大刀洗町へ移転し福岡営業所に改称。
- 1997年（平成9年） - 南関物流センター増設、豆腐工場を玉名郡菊水町（現：和水町）に開設。
- 1998年（平成10年） - 熊本納豆工場を南関納豆工場へ、植木豆腐工場を菊水豆腐工場へ統合。本社を菊水豆腐工場内へ移転。

## 本社
- 熊本県玉名郡和水町内田2211番地

## 商品
- お城納豆
- お城とうふ
- こるまめ

## 工場
- 南関納豆工場
- 菊水豆腐工場